# Simplex (Birmingham)
Simplex is een historisch merk van hulpmotoren.
De firmanaam was Patrick Engineering Co. Ltd., later Small Engines Ltd., Birmingham.
Simplex was een Engels merk dat van 1919 tot 1922 105 cc tweetakt-clip-on motoren voor fietsen maakte, die boven het achterwiel werden aangebracht. Zie ook Airolite en Zephyr.
- Er bestonden meer merken met de naam Simplex, zie hiervoor Simplex (Amsterdam) - Simplex (New Orleans) - Simplex (Turijn).